# Heinrich Rose
Heinrich Rose (født 6. august 1795 i Berlin, død 27. januar 1864 sammesteds) var en tysk kemiker, bror til Gustav Rose. 
Rose begav sig, efter først at have studeret farmaci i Danzig og at have fortsat studiet i Berlin, 1819 til Stockholm, hvor han studerede under Berzelius vejledning; 1821 tog han doktorgraden i Kiel, 1822 blev han docent i kemi ved Universitetet i Berlin, 1823 ekstraordinær og 1835 ordentlig professor ved samme universitet. I 1832 var han bleven medlem af Videnskabernes Akademi i Berlin. 
Rose var i høj grad berømt både som lærer og som videnskabsmand. Hans talrige arbejder faldt i alt væsentligt inden for den analytiske kemis område, men omfatter som følge heraf næsten alle stoffer inden for den uorganiske kemi. Hans undersøgelser er prægede af stor nøjagtighed; resultaterne findes offentliggjorte i Poggendorffs Annaler. Hans Handhuch der analytischen Chemie (1829) var et hovedværk på den kemiske analyses område; den er kommet i mange udgaver og på talrige sprog.